# دير القاسي

نافذة أحد البيوت المهجرة في قرية دير القاسي

دير القاسي كانت قرية فلسطينية مهجّرة، وكانت قائمة على تل صخري وسط الجليل الأعلى الغربي، وتبعد نحو خمسة كيلومترات إلى الجنوب من الحدود اللبنانية. وكانت تقع على طريق شقّت وعبدت خلال الحرب العالمية الثانية، وتربطها بقرية فسوطة شمالا وقرية ترشيحا إلى الجنوب الغربي. اسم القريّة مكوّن من شقّين الأوّل دير، يوحي بأنه ربما كان في القرية دير وسكان مسيحيون غير أن سكان دير القاسي الحديثة كانوا من المسلمين وهناك من يقول بأن اسمها هو دير الوقاسي.

## تاريخ القرية
في سنة 1569 كانت قرية دير القاسي تابعة لناحية (لواء صفد)، وفيها 132 نسمة وكانت تدفع الضرائب على عدد من الغلال كالقمح والشعير بالإضافة إلى عناصر أخرى من الإنتاج كالماعز وخلايا النحل.
في أواخر القرن التاسع عشر كانت دير القاسي تقع على حرف جبل تحيط بها أشجار التين والزيتون والأراضي المزروعة وكان عدد سكانها 200 نسمة تقريبا وعندما اجري إحصاء للسكان خلال فترة الانتداب في سنة 1945 ودمج تعداد سكان القرى الثلاث أي دير القاسي وفسوطة والمنصورة فكان عدد سكانها الإجمالي 14420 مسلما و880 مسيحيا.
كان ثمة طريق معبدة تقسم القرية إلى حارتين: شرقية وغربية. وكانت الحارة الشرقية أعلى من الحارة الغربية وكانت معظم منازل دير القاسي مبنية بالحجارة، وقد أنشئت فيها مدرسة ابتدائية في عهد الانتداب، ويذهب المتفوقون من الطلاب إلى صفد وحيفا، والقليل منهم اتم تعليمه في الكلية العربية أو الرشيدية في القدس. وكان في القرية مسجدان واحد في كل حارة ومقامان: إحداهما للشيخ جوهر والآخر لأبو هليون. كما كان فيها زاوية للطريقة الشاذلية.
كان سكان القرية يتزودن المياه للاستعمال المنزلي من ينابيع فسوطة والمنصورة ومن بركة كبيرة -في دير القاسي ذاتها كانت تجمع فيها مياه الأمطار. وكان السكّان في الغالب من مُلاك الأراضي الزراعيّة التي تستجلب المزارعين من القرى المجاورة ومن جنوب لبنان لزراعه المنتوج الأساسي وهو الدخان الذي يباع للشركات البريطانية، بالإضافة لزراعة الحبوب والخضروات والزيتون للاستهلاك المحلي. التحق بعضهم للعمل في القواعد العسكرية البريطانية، كما كان للقليل من سكان دير القاسي مصالح في تسهيل مرور البضائع من وإلى لبنان عن طريق يربط الجليل في لبنان عرف فيما بعد بطريق القاوقجي. وكانوا يملكون الأراضي بالمشاركة مع سكان فسوطة والمنصورة في 1944\ 1945، كان ما مجموعه 6475 دونما مخصصا للحبوب. و1617 دونما مرويا أو مستخدما للبساتين. واستنادًا إلى سكان القرية، تم العثور خلال أعوام الحكمين العثماني والبريطاني على مصنوعات من العصور الكنعانيّة والرومانيّة غير أن معظمها فقد الآن.

## جغرافيا
تقع دير القاسي ضمن مثلّث مكوّن من ثلاثة قرى وهي فسوطة والمنصورة المهجّرة ودير القاسي، يقابلها من الناحية اللبنانية قرية رميش عيتا الشعب ويارون، وتقع القرى الثلاث في الجهة الشمالية الشرقية لعكا. ترتفع عن سطح البحر ما يقارب 630- 670 مترًا ضمن سلسلة جبال الجليل الأعلى التي تعتبر جزءًا من جبال عامل المنحدرة من لبنان لشماليّ فلسطين.

## احتلال القرية عام 1948
سقطت دير القاسي في 30 أكتوبر\ تشرين الأول 1948 وتم ذلك على الأرجح بعد سقوط قرية ترشيحا المجاورة لها. وكان الاستيلاء على هاتين القريتين جزءا من عملية حيرام وهي عبارة عن هجوم إسرائيلي شن عند نهاية الحرب لاحتلال ما تبقى من الجليل. وبعد الهجوم على ترشيحا بحسب ما ذكر (تاريخ حرب الاستقلال) تراجع بعض المدافعين عن القرية على طول طريق مخفية تمر داخل دير القاسي في اتجاه الشمال صوب قرية رميش في لبنان وهذه الطريق التي أطلقت الهاغاناه عليها اسم (طريق القاوقجي) كانت بمثابة خط الإمداد الأهم لجيش الإنقاذ العربي في الجليل الأعلى.
يشير المؤرخ الإسرائيلي بني موريس إلى أن سكان القرية لم يطردوا خلال الهجوم فقد أوردت التقارير أن 700 نسمة تقريباً كانوا لا يزالون يعيشون في دير القاسي والبصة وترشيحا بعد ذلك التاريخ بشهرين أي في ديسمبر 1945 (ولكن روايات اللاجئين تؤكد أن كل سكان قريه دير القاسي خرجت بعد ان قصفت القرية بالطائرة يوم 29 أكتوبر 1948 مع ترشيحا وسحماتا، فهرب الأهل شمالاً وبقي عدد قليل من الأهالي فيها. في اليوم التالي أي يوم 30/10/1948 جاءت فرقة الهاغانا وطردت من بقي في القرية). واعترضت بعض الأوساط الصهيونيّة في البدء على طردهم وذلك لأسباب عسكرية. وكانت حجة تلك الأوساط أنه من غير الملائم أن تطرد سكان القرية، وان يستبدلوا بمهاجرين يهود جدد غير مدربين عسكريا (فقد كانت دير القاسي تعتبر ذات موقع استراتيجي لكونها قريبة من الحدود اللبنانية). وقد طرحت هذه الحجة أمام اجتماع للحكومة الإسرائيلية في 9 يناير 1949 استنادا إلى الوثائق الإسرائيلية. غير أنها نقضت بقرار يدعو إلى (تشجيع إسكان العوليم المهاجرين اليهود، في جميع القرى المهجورة في الجليل) وتم تحقيق هذا الهدف في دير القاسي بتاريخ 27 مايو 1949، وفق ما قال موريس لكنه لا يذكر متى طرد سكان القرية ولا الوجهة التي اتخذوها.

## القرية اليوم
في عام 1949 احضروا مستوطنين من اليمن للسكن في القرية وقد أُطلِق على القرية اسم «إلكوش» حينها، إلا أنهم لم يبقوا طويلا فغادروا إلى منطقة الساحل، وفي عام 1957 احضروا إلى القرية مستوطنين أكراد ليسكنوا في القرية ومنذ ذلك الوقت بدء هدم معظم بيوت القرية المهجورة. على رأس التلة في الحارة الشرقية لا تزال بعض البيوت ومنها بيت عبد الله عبد المجيد الصادق وبيت خالد العلكي وكذلك بيت محمد البوليس بائع الكاز سليم الأمين حمادي وبيت محمود حمادي.

## السكان اليوم
إثر النكبة هُجر السكان بغالبهم إلى لبنان وسكنوا برج البراجنة، الرشيدية، شاتيلا، عين الحلوة.

## معالم القرية
فيها مقام الشيخ جوهر ومقام أبوهليون وزاوية للطريقة الشاذلية، وفيها منزل أثري للحاج صالح عبد الله أبو صلاح.

## صور

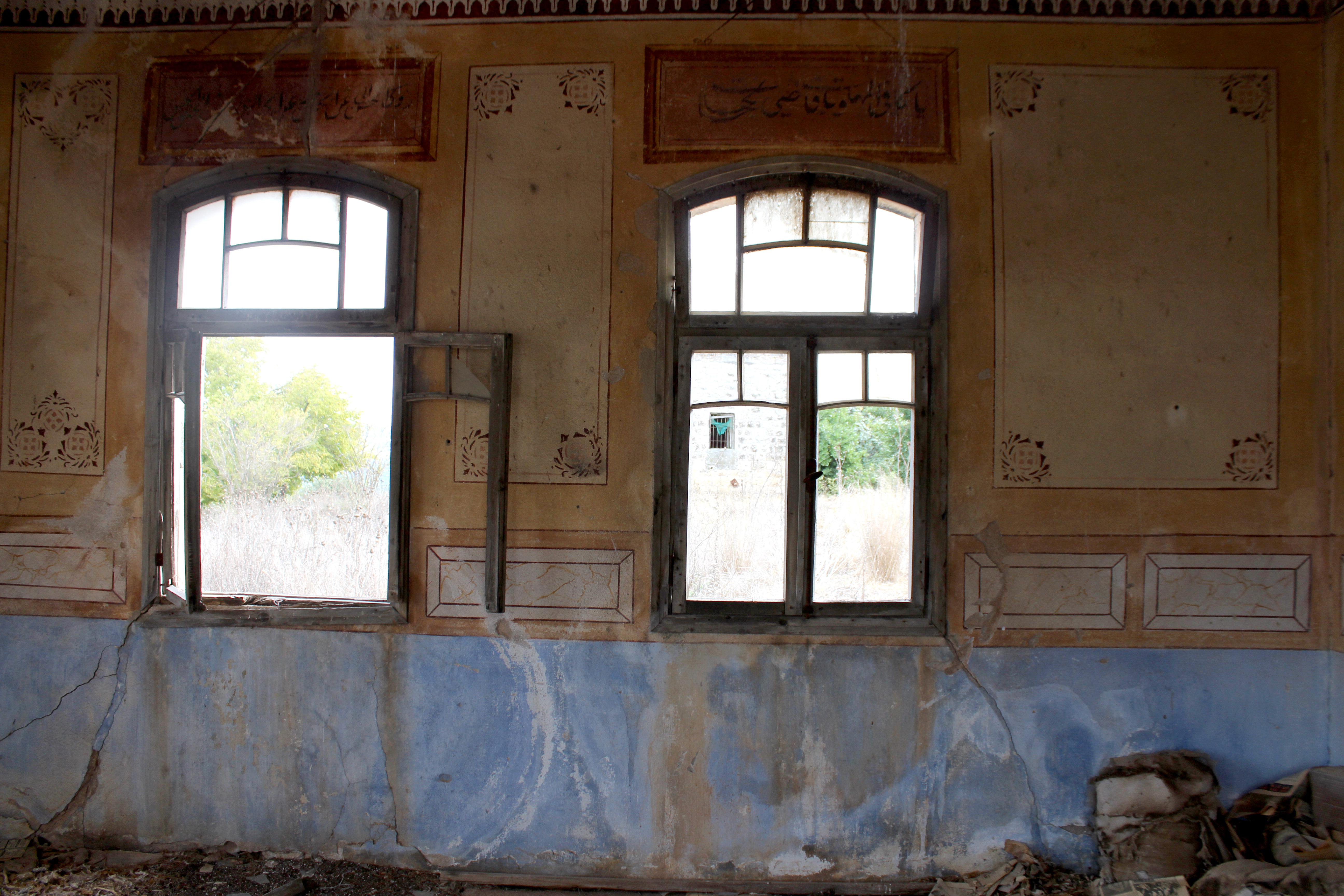
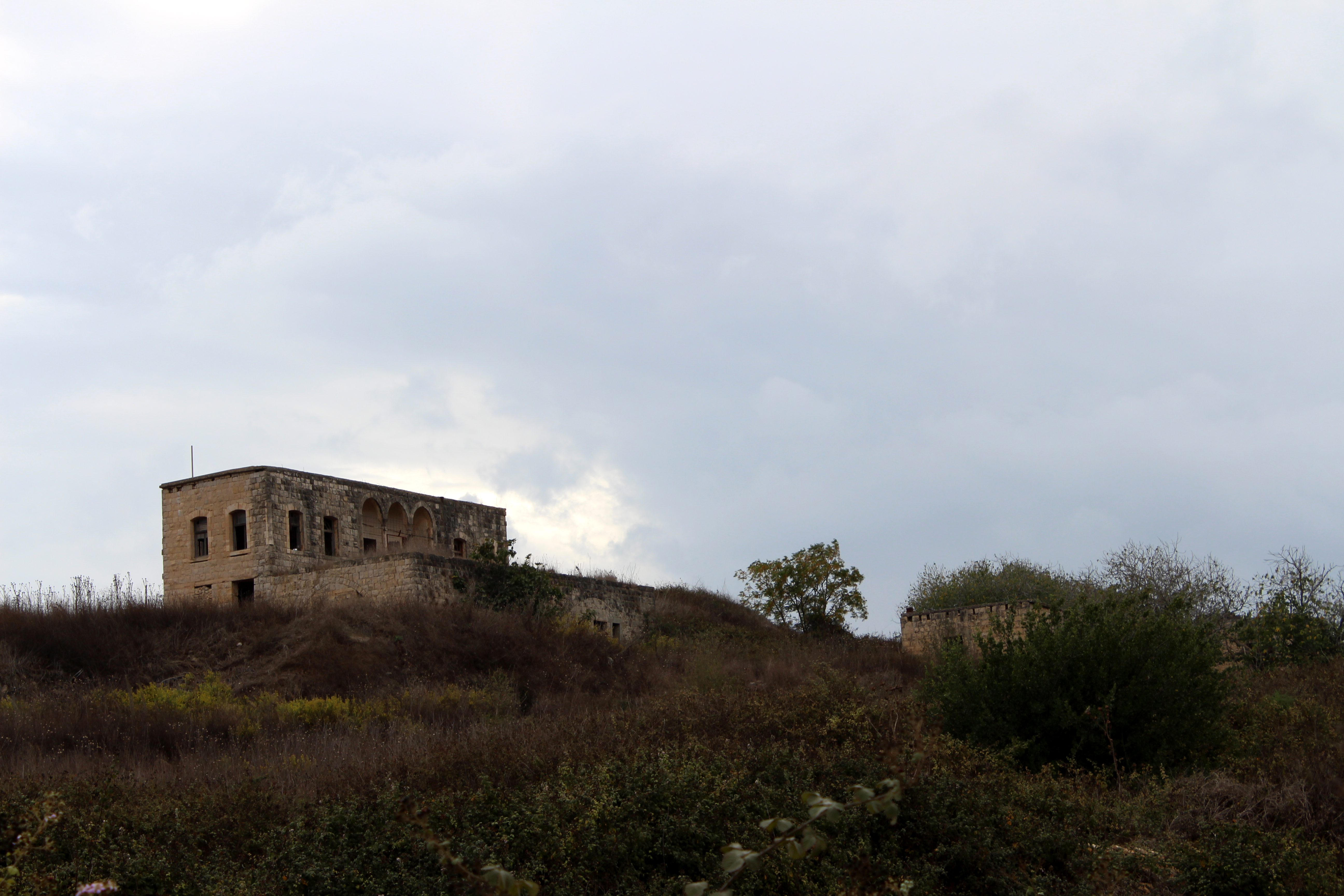
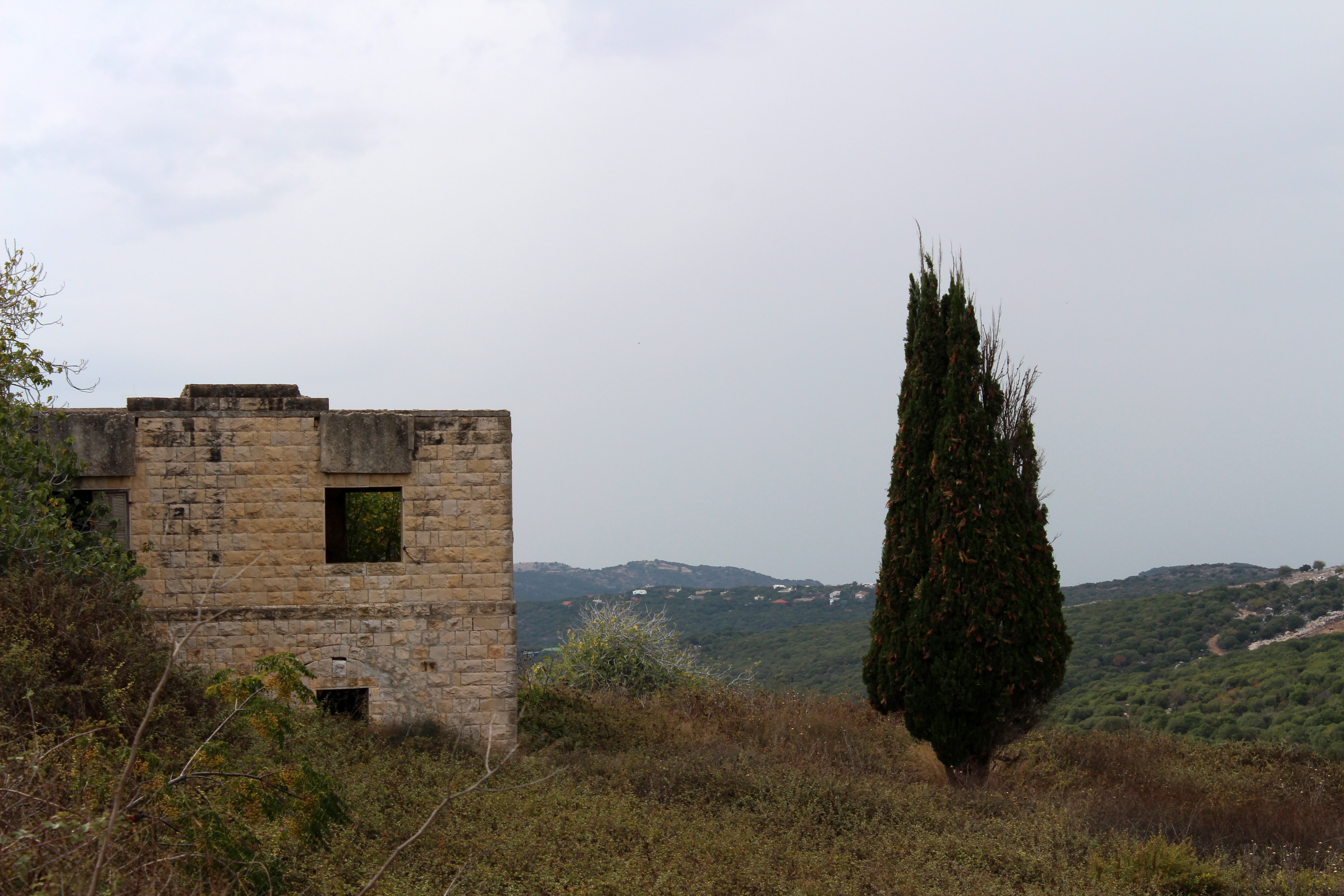
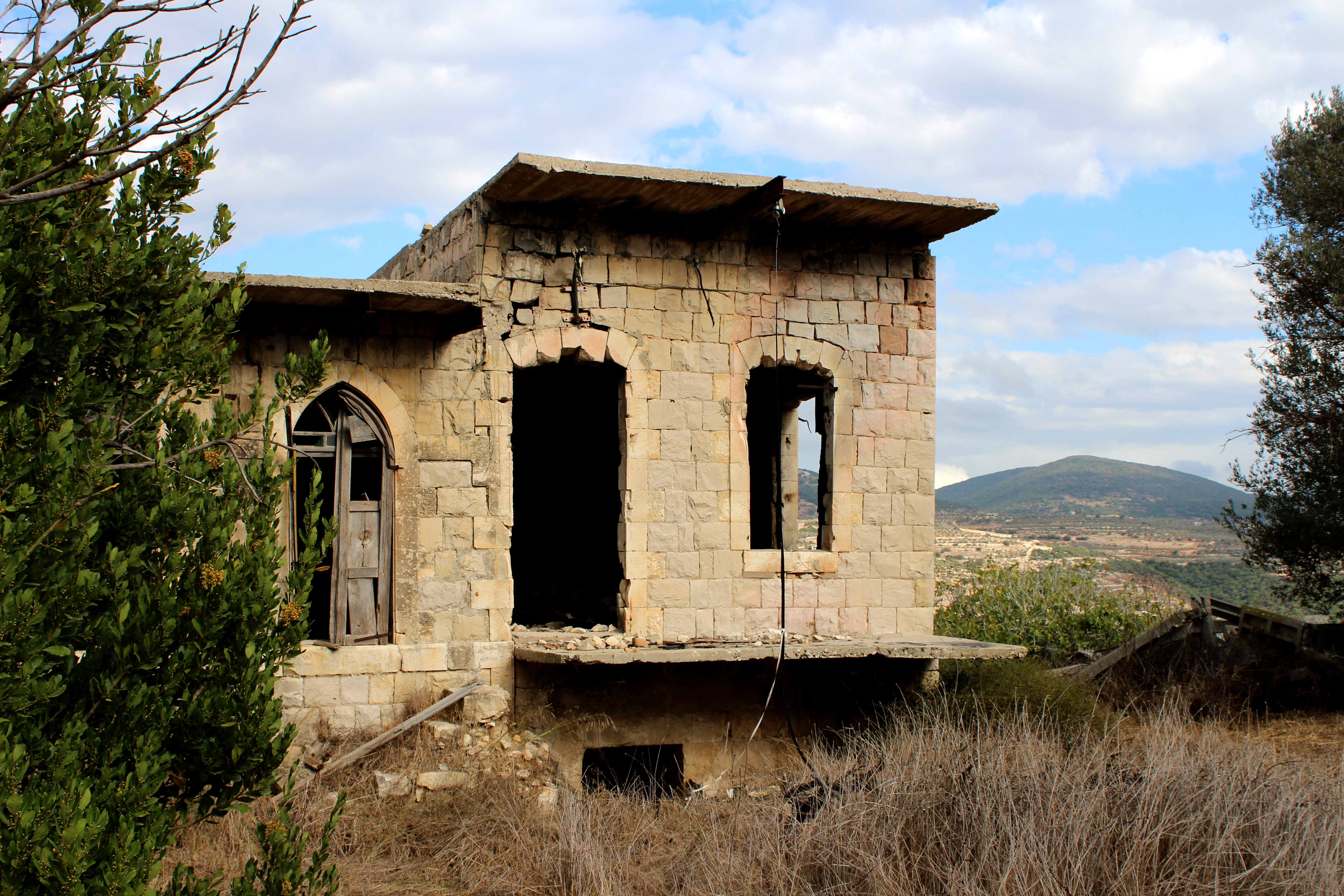
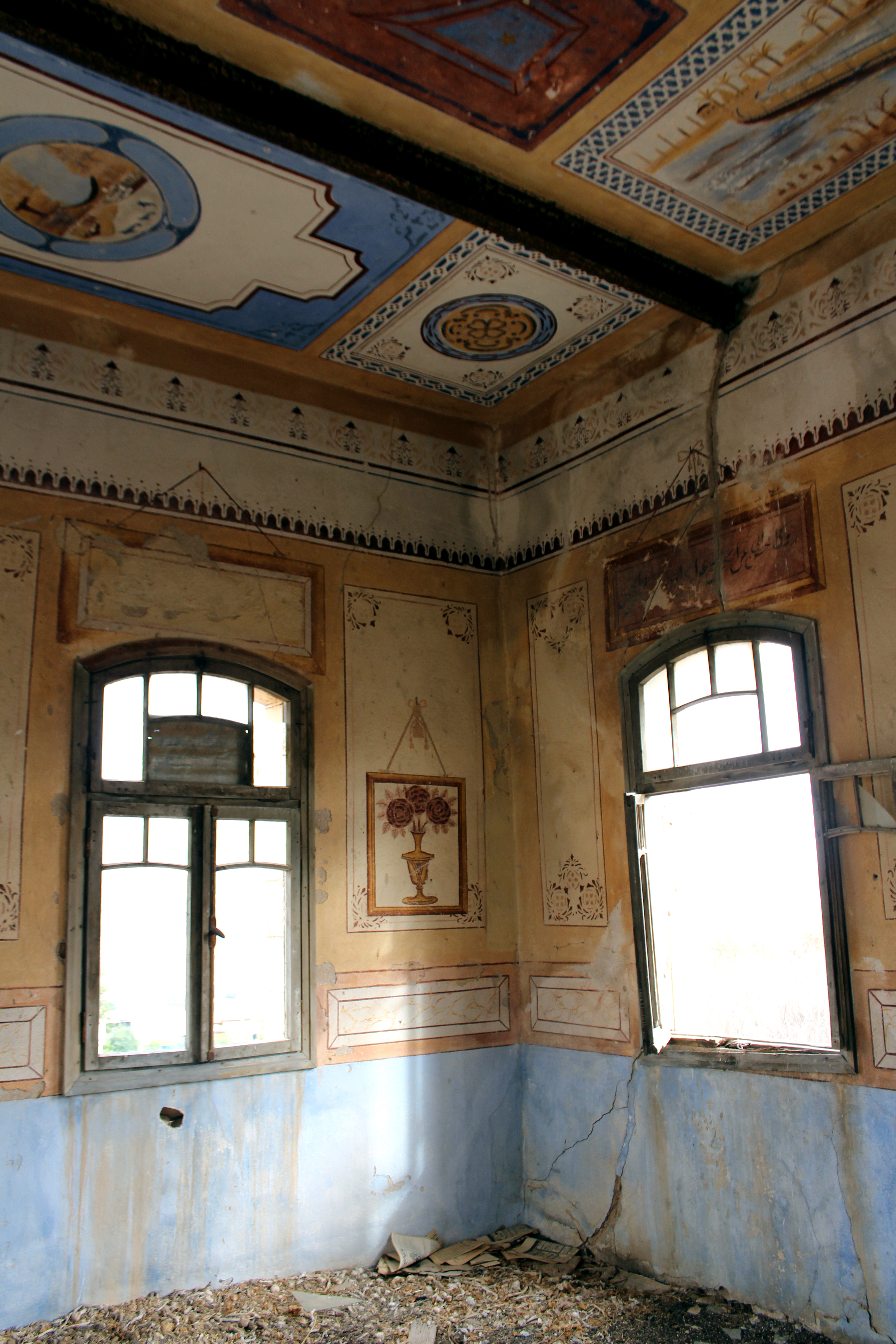
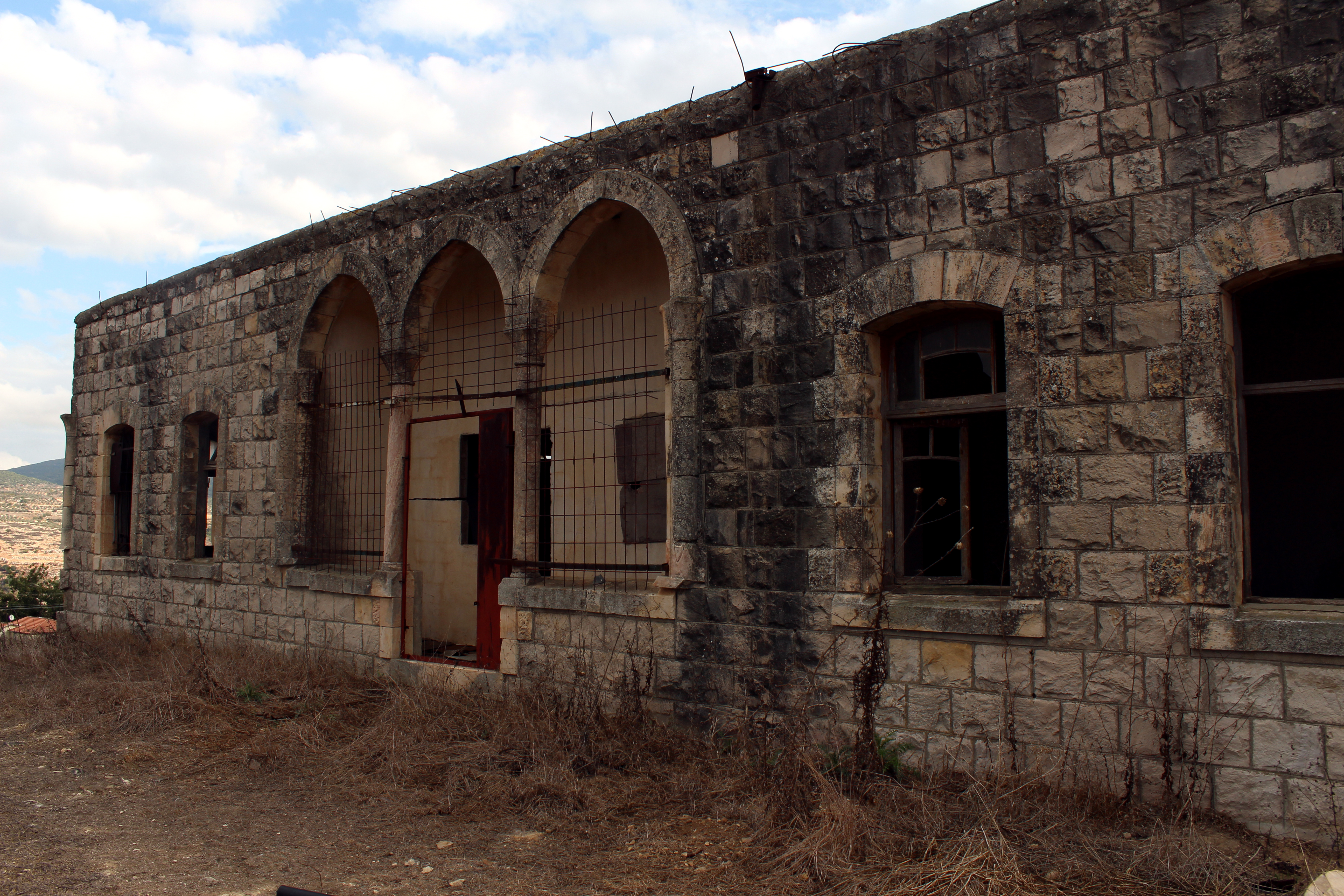
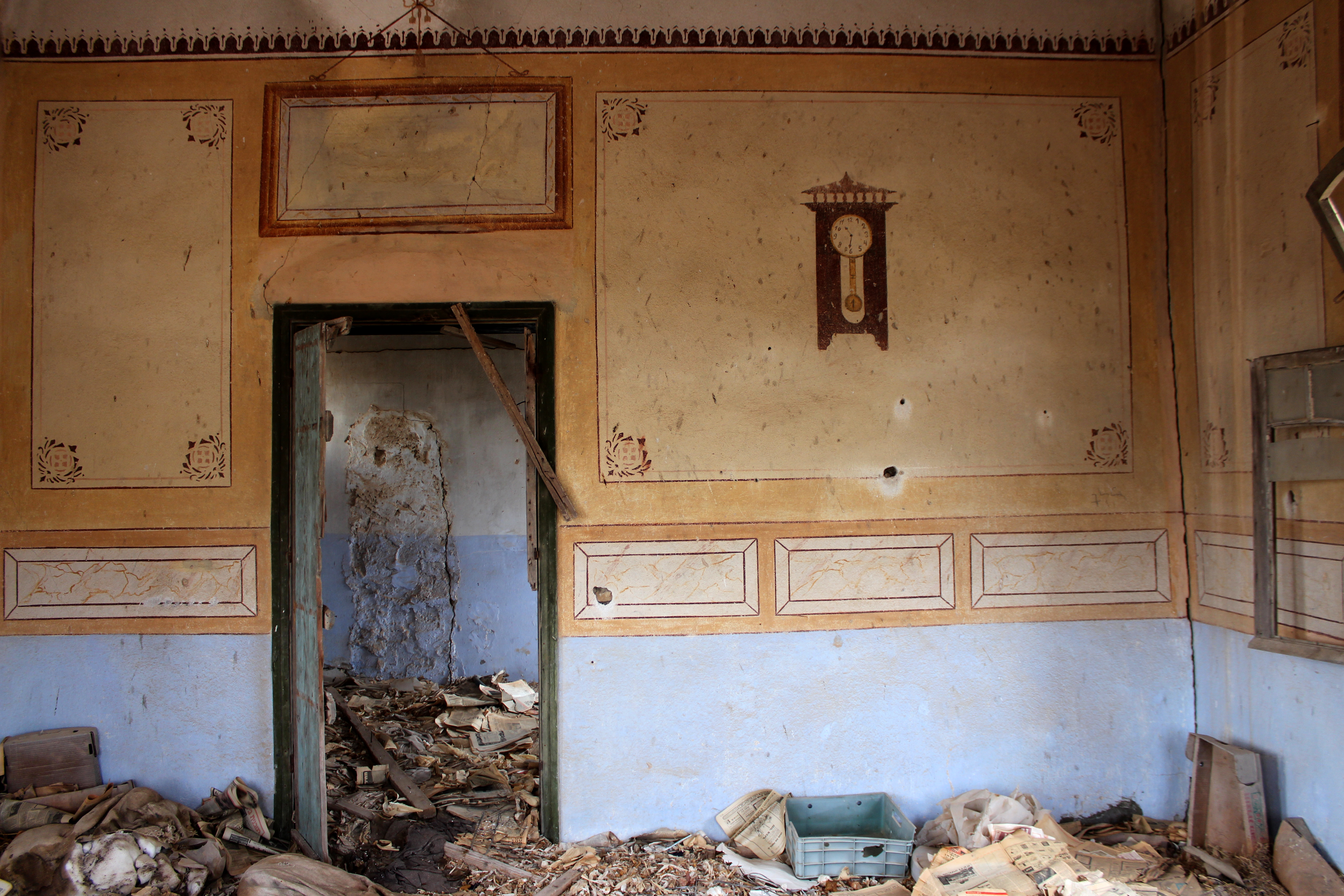
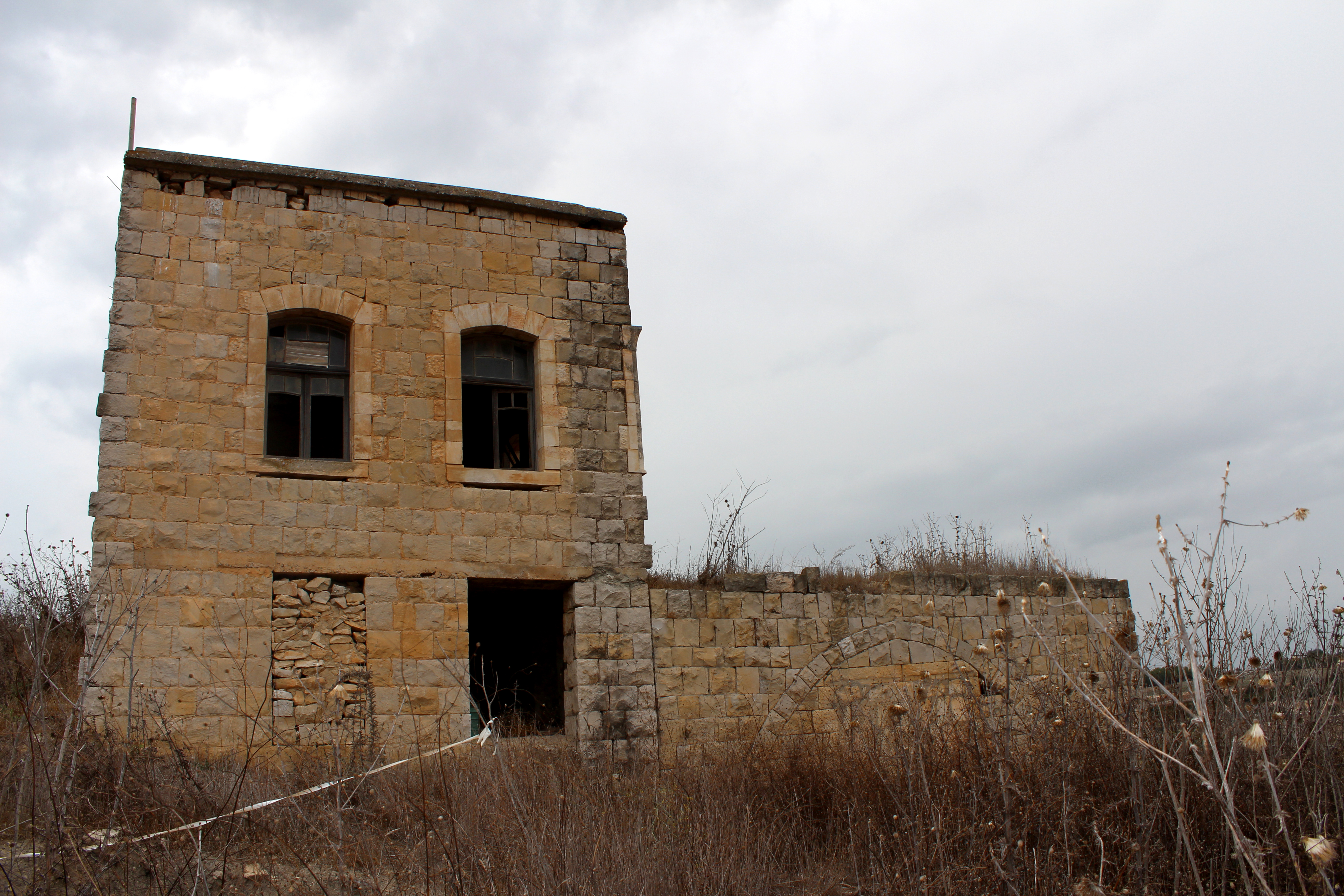

## روابط خارجية
- دير القاسي ترحب بكم